# Маршал Португалии
Маршал Португалии (порт. Marechal De Portugal) — высшее воинское звание в Сухопутных войсках и в ВВС Вооружённых сил Португалии. Является «пятизвёздным» званием (по применяемой в НАТО кодировке — OF-10).
В широком смысле, Маршал Португалии — название нескольких командных должностей в Вооружённых силах Португалии.
Впервые звание Маршала Королевства Португалия (порт. Marechal do Reino de Portugal, иногда Mariscal) было создано в армии Португалии королем Фернанду I в 1382 году в ходе реорганизации высших постов армии Королевства. Маршал существовал в единственном числе, был непосредственно подчинен Коннетаблю Португалии, и отвечал за вопросы административной организации армии, в том числе расквартирование и снабжение войск.
В соответствии с этим указом, Гонсало Васкес де Азеведо был назначен первым Маршалом Португалии в 1382 году. Затем эта должность перешла к его зятю, Гонсалу Васкесу Кутиньо, и оставалась в аристократической семье Кутиньо, графов Мариальва, вплоть до заключения Иберийской унии 1580 года. После восстановления независимости Португалии в 1640 года должность маршала была возрождена королем Португалии Жуаном IV и сохранялась ещё некоторое время.
В 1762 году звание маршала было возрождено королём Португалии. Это звание было теперь разделено на две ступени: Генерал-маршал (порт. Marechal-general) и Маршал армии (порт. Marechal do exército). Оба звания присваивались выдающимся военачальникам, главнокомандующим армией, а также иностранным военачальникам, в XX веке — президентам страны.
В ВВС Португалии в 1952 году было введено также воинское звание Маршал ВВС (порт. Marechal da Força Aérea). Оно было присвоено всего два раза, из них один раз посмертно.
Всего известно о 40 случаях присвоения звания маршала Португалии: 11 раз присваивалось средневековое звание маршала Португалии, 13 раз звание маршала-генерала, 14 раз звание маршала армии и 2 раза звание маршала ВВС. Двум военачальникам, англичанину Бересфорду и португальцу маркизу де Альвиту было последовательно присвоено сперва звание маршала армии, а затем звание маршала-генерала, так что суммарно португальских маршалов было 38.

## Список маршалов

### Маршалы Португалии (Средневековая креация)
1. Гонсало Васкес де Азеведо — 1383.
2. Гонсало Васкес Кутиньо, — 1385.
3. Дон Васко Фернандес Кутиньо, 1-й граф Мариальва — 1413.
4. Дон Фернандо (I) Кутиньо  — 1450.
5. Дон Альваро Гонсалвес Кутиньо — 1480.
6. Дон Фернандо (II) Кутиньо — 1500.
7. Дон Альваро Кутиньо Кутиньо — 1530.
8. Дон Фернандо (III) Кутиньо — 1560.
9. Дон Фернандо (IV) Кутиньо — 1578.
10. Дон Фернандо Маскаренас, 1-й граф Серем — 1643.
11. Дон Хорхе Маскареньяс, 2-й граф Серем — 1650.

### Маршалы-генералы
1. Вильгельм I (граф Шаумбург-Липпе) — 1762.
2. Жозе Антониу Франсишку Лобу да Сильвейра, маркиз де Альвиту (порт. Don José António Francisco Lobo da Silveira, marquês de Alvito) — 1768.
3. Жуан Карлуш де Браганса, 2-й герцог Лафойнш — 1791.
4. Артур Уэлсли, герцог Веллингтон — 1809.
5. Уильям Карр Бересфорд — 1816.
6. Нунью Каэтану Альвареш Перейра де Мелу, герцог ду Кадаваль (порт.) — 1832.
7. Луи Огюст Виктор Ген де Бурмон — 1833.
8. Огюст де Богарне, консорт Португалии — 1835.
9. Фернанду II, король Португалии — 1836.
10. Педру V, король Португалии — 1855.
11. Луиш I, король Португалии — 1861.
12. Карлуш I, король Португалии — 1889.
13. Мануэл II, король Португалии — 1908.

### Маршалы армии
1. Жозе Антониу Франсишку Лобу да Сильвейра, маркиз де Альвиту (порт. José António Francisco Lobo da Silveira, marquês de Alvito) — 1762.
2. Кристиан Август Вальдек-Пирмонтский — 1792.
3. Карл Александр фон дер Гольц — 1800.
4. Шарль де Виомениль — 1801.
5. Уильям Карр Бересфорд, 1-й граф Кампомайор — 1809.
6. Мануэл Памплона Карнейру Рангел, виконт де Бейру (порт.) — 1833.
7. Жан-Батист Солиньяк — 1833.
8. Антониу Жозе Терсейра — 1833.
9. Жуан Карлуш Салданья — 1834.
10. Антониу Висенте де Керуш, граф де Понте де Санта Мария (порт. António Vicente de Queirós, conde da Ponte de Santa Maria) — 1860.
11. Мануэл ди Оливейра Гомиш да Кошта — 1926.
12. Антониу Ошкар де Фрагозу Кармона — 1947.
13. Антониу ди Спинола — 1981.
14. Франсишку да Кошта Гомеш — 1981.

### Маршалы ВВС
- 1958 — Франсишку Игину Кравейру Лопеш (1894—1964).
- 1990 — Умберту да Силва Делгаду (посмертно).